# الماسوس (حزم العدين)

تعديل مصدري - تعديل

الماسوس محلة تابعة لقرية المقروض، التابعة لعزلة يريس بمديرية حزم العدين إحدى مديريات محافظة إب في الجمهورية اليمنية، بلغ تعداد سكانها 34 حسب تعداد اليمن لعام 2004.